# Tonga acutipennis
Tonga acutipennis är en insektsart som beskrevs av Haupt 1926. Tonga acutipennis ingår i släktet Tonga och familjen sköldstritar. Inga underarter finns listade i Catalogue of Life.